# Homo habilis

A Homo habilis (magyarul: „ügyeskezű ember”) a Homo nembe tartozó faj, amelyet köznapi kifejezéssel az előemberek közé sorolnak.
A habilis („ügyes”) fajnevet azért kapta, mert ezt a fajt vélték az első kőeszközkészítő emberfélének. Egy, korábbi tudományos vélemény kihalt alaknak, az emberré válás zsákutcájának tartja — mások a Homo erectus elődjét látják benne. Mary Leakey és Louis Leakey 2007-ben nyilvánossá tett kutatásai szerint a Homo habilis és a Homo erectus 1,44 millió évvel ezelőtt kb. félmillió évig párhuzamosan, eltérő ökológiai fülkében élt. Legújabban feltételezik, hogy a habilis utód nélkül kihalt mellékág, amelynek nincs köze se a korábbi Homo rudolfensis, se a későbbi Homo ergaster fajhoz.

## Felfedezésük
Az első leleteket (állkapocs, agykoponya-töredékek és kézcsontok) Mary és Louis Leakey találta a tanzániai Olduvai-szakadékvölgyben 1960-ban. A Homo habilis maradványai mellett, ugyanazon rétegekben találták a legősibb, 2,3 millió éves kőeszközöket. Az Olduvai-szakadék, e jelentős lelőhely nevéből született meg az olduvai-ipar kifejezés.

## Felépítése
A Homo habilist ma már részben a Homo rudolfensis fajba sorolják [forrás?]. Agytérfogata kb. 650–800 cm³, nagyobb, mint az Australopithecusoké, de még lényegesen kisebb, mint a Homo sapiens átlag 1400 cm³-es agytérfogata. Jóval alacsonyabb is volt, mint a modern ember, csak 1,20-1,45 m magas. A férfiak testsúlya 50–90 kg, a nőké 30–40 kg lehetett. Testsúlyához mérten agya bizonyára átlagon felüli volt. Ennek következtében a homloka domborúbb volt, mint az Australopithecus fajoké, amelyek koponyatetőjén ráadásul még egy hosszanti csontdudor is húzódott. A Homo habilisnak már a szemürege feletti tipikus csontdudora is alig volt meg. Lába is inkább hasonlított a modern emberére, mint az Australopithecusok egészen majomszerű lábához. Domború lábközépcsontjai első ízben nyújtottak lehetőséget a felegyenesedve járó Homo habilisnak arra, hogy futás közben a rázkódást csillapítsa. Erősen kifejlett lábujja módot adott számára, hogy a Homo sapienshez hasonlóan  a felegyenesedett járás közben elrugaszkodjék. Térdét az Australopithecusoktól eltérően teljesen egyenesen ki tudta nyújtani. Kezei is ügyesebbek voltak kortársaiénál.

## Eszközei
A Homo habilisre már jellemző az egyszerű, formatartó eszközök célirányos készítése. A köveket összeütögették, és így törték kisebb darabokra. Az eközben leváló apró, hegyes-éles darabokat szilánkoknak hívják, a középső részt „magnak”. A tudósok sokat kísérleteztek ezekkel az egyszerű eszközökkel, hogy megállapítsák, mire is használhatók a legjobban. A szilánkokkal darabolhatták a húst, vághatták ki a csontot, kaparhatták le a bőrt, később ezekkel hegyezhették az ásóbotokat. De jól vághatták velük a füvet is, hogy az elkészítsék a fekvőhelyüket. A magrésszel az ásóbotnak szánt ágakat vághatták le, de jó lehetett a csontok szétzúzására vagy a koponya feltörésére, hogy megehessék a velőt.

## Életmódjuk
Ezek az előemberek valószínűleg már ismerték az állatbőrből készített iszákokat és talán az egyszerűbb védőtetőket is. Kelet-Afrikában találtak központi szállásokra utaló jeleket, ám a növényi anyagokból készített eszközök már rég elporladtak.
A Homo habilis étrendje a bogyók, növényi magvak, a gyümölcsök mellett kisebb hüllőket, tojást és madárfiókát, halat és rovarokat is tartalmazott. Egy ásóbottal még a kisebb emlősöket is kipiszkálhatta föld alatti üregeikből, és ugyanígy juthatott gumókhoz és gyökerekhez is. A hiénákhoz és a keselyűkhöz hasonlóan pályázhatott a nagyragadozók zsákmányának maradékaira is. Némely lelőhelyen egymás mellett fekszenek a kőeszközök és az állatcsontok — az ilyen helyeken valószínűleg közösen falták fel a zsákmányolt állatokat. A Homo habilis életében a vadászat azonban csupán alárendelt szerepet játszott.